# Калканово
Калка́ново (рос. Калканово, башк. Ҡалҡан) — присілок у складі Учалинського району Башкортостану, Росія. Входить до складу Учалинської сільської ради.
Населення — 332 особи (2010; 392 в 2002).
Національний склад:
- башкири — 95%